# Lucy Bacon
Lucy Angeline Bacon foi uma pintora norte-americana e a única artista conhecida a ter estudado com Camille Pissarro, um dos principais impressionistas franceses. Embora sua carreira artística tenha sido relativamente breve, sua história é significativa por sua posição como uma das poucas mulheres americanas a se conectar diretamente com o movimento impressionista na França, levando as técnicas e a visão impressionista para a América.

## Formação e Influências Artísticas
Lucy Bacon nasceu em Pitcairn, Nova York, e iniciou sua educação artística na Art Students League em Nova York, uma das poucas instituições nos Estados Unidos onde as mulheres tinham espaço na época. Decidida a aprimorar suas habilidades, ela se mudou para Paris no início da década de 1890, onde frequentou a Académie Colarossi, uma escola de arte que permitia a admissão de mulheres e que era conhecida pela abertura a novos estilos e pelo incentivo à experimentação artística.
Enquanto estava em Paris, Bacon encontrou em Camille Pissarro, um mentor importante. Pissarro, que era um dos fundadores do impressionismo e defensor de métodos de pintura ao ar livre, teve um papel crucial no desenvolvimento de Bacon. Sob sua orientação, ela adotou a prática da pintura en plein air e a técnica do uso de cores vibrantes e pinceladas rápidas e expressivas, características do impressionismo. Pissarro também inspirou Bacon a desenvolver uma sensibilidade para o uso da luz e a atmosfera, aspectos que se tornaram centrais em suas paisagens e naturezas-mortas.